# Geografía de Singapur
Singapur es un pequeño país muy urbanizado del Sureste de Asia, ubicado en el extremo sur de la península malaya; se sitúa entre Malasia con la que limita al norte, e Indonesia, al sur. La superficie total de Singapur es de 721,5 kilómetros cuadrados, con 193 km de costas. Singapur está separada de Indonesia por el estrecho de Singapur y de Malasia por el estrecho de Johor. Está unida a la península malaya por dos puentes. El primero lleva a la ciudad fronteriza de Johor Bahru en Malasia. El segundo, más al oeste, conecta también con Johor Bahru en los barrios de la región de Tuas.

## Geografía física
El tamaño de Singapur es de alrededor de 3.5 veces mayor que Washington D. C. o 7 veces mayor que el tamaño de París intramuros. La mayor parte de Singapur está a menos de 15 metros sobre el nivel del mar. El punto más alto es el Bukit Timah, de 164 metros de altura (538 pies), y está formado por rocas ígneas y granito. El noroeste está compuesto principalmente de rocas sedimentarias formando colinas y valles. Singapur no tiene ningún río o lago natural, pero si tiene embalses para mantener el agua.
Singapur tiene tierras ganadas al mar, a partir de sus propias colinas, de los fondos marinos, y de los países vecinos. En este último caso le ha originado no pocos problemas diplomáticos con Malasia e Indonesia. La superficie ha pasado de los 581 km² en el decenio de 1960 a los 699 km² de hoy, y aún podría crecer en unos 100 km² hasta los años 2030.

### Islas
La isla principal de Singapur tiene la forma de un diamante, y es conocida como Pulau Ujong, pero el territorio incluye otras islas cercanas, más pequeñas. Entre las islas secundarias, encontramos a
| - Isla Jurong - Pulau Tekong - Pulau Ubin - Sentosa | - Brani - Bukom - Hantu - Jong | - Kusu - Palawan - Pawai - Pedra Branca | - Sakijang Bendera - Sekudu - Semakau - Senang | - Serangoon - Subar Darat - Subar Laut - Sudong |

### Clima

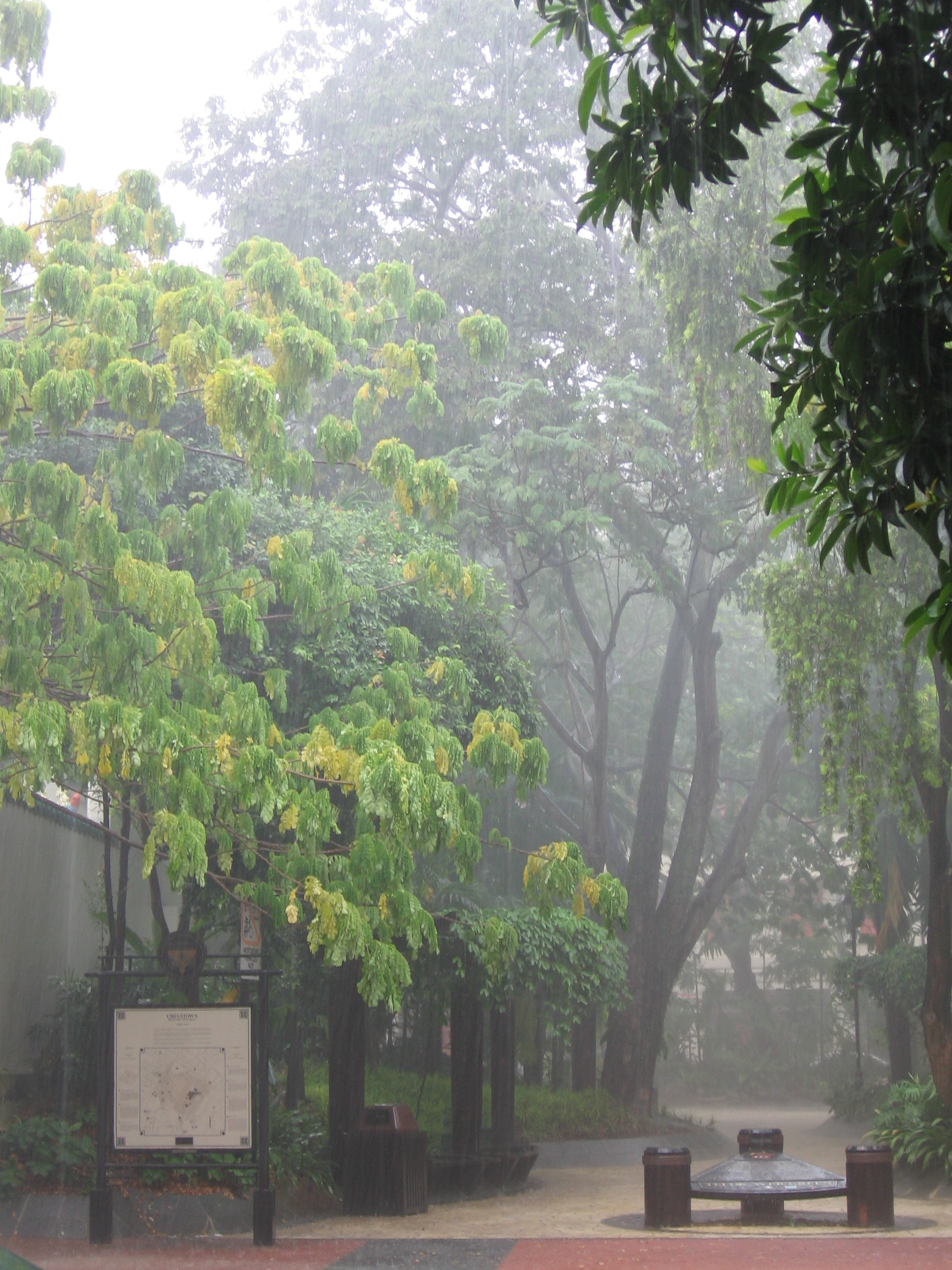
Las tormentas vespertinas se producen con frecuencia en Singapur, que tiene un clima tropical húmedo.

Singapur está a sólo a un grado al norte del Ecuador. El clima es por lo tanto el de la selva tropical según la clasificación de Köppen. No hay realmente estaciones marcadas. Debido a su posición geográfica, y a su proximidad al mar, el clima se caracteriza por una temperatura y una presión uniforme, una gran humedad y lluvias torrenciales. La precipitación media es de unos 2370 mm. La mayor precipitación diaria que se ha observado nunca ha sido de 512 mm en (1978), 467mm en (1969) y 366mm en (19 de diciembre de 2006).
Las temperaturas oscilan entre 23 y 26 °C (mínima) y 31 a 34 °C (máxima). La temperatura nunca cae por debajo de 18,4 °C o llega por encima de 37,8 °C en los datos registrados. La humedad relativa oscila entre casi el 100% por la mañana y el 60% a media tarde. Después de las lluvias abundantes la humedad relativa llega con frecuencia a alcanzar el 100%. Por lo general, hay más lluvias en el oeste que en el este de Singapur, de modo que la parte oriental es algo más seca y ligeramente más cálida que el oeste. Por lo tanto, existe una leve variación entre las dos partes. Esto es notable, ya que incluso una pequeña colina, como el Bukit Timah puede causar este fenómeno y, a pesar de su tamaño, puede haber sol en un lado cuando llueve en el otro lado.
Otro contraste se debe a la temporada de las lluvias, dos por año. La primera de ellas, o monzón del noreste, se produce de diciembre a mediados de febrero. La segunda, o monzón del sureste, tiene lugar de junio a septiembre. Los períodos comprendidos entre los monzones son menos húmedos y menos ventosos. Durante el monzón del noreste, los vientos  dominantes son del noreste,  y de hasta 20 km/h. Muy nuboso de diciembre a enero y con frecuentes lluvias por la tarde. Entre febrero y marzo, el tiempo es relativamente seco. También hay viento, llegando a ser de entre 30 y 40 km/h en enero y febrero. Durante el monzón del sudeste los vientos del sureste y del suroeste son los dominantes. Se producen lluvias dispersas en las últimas horas de la mañana y primeras horas de la tarde.

### Sismicidad
Singapur está relativamente a salvo de los terremotos, debido a que la falla más cercana está a cientos de kilómetros, en Indonesia. Sin embargo, la isla es probable que se vea (ligeramente) afectada por los temblores de otras zonas próximas, que no son poco frecuentes, pero que generalmente no causan daño, y se perciben en las pequeñas vibraciones y en las oscilaciones de los objetos. El contraste con la actividad sísmica de sus vecinos es grande.
A finales de 2004, el tsunami del océano Índico, de 26 de diciembre de 2004, devastó muchas zonas costeras en todo el océano Índico. Singapur se salvó porque fue protegida por la isla de Sumatra, que absorbió el temblor. El efecto en Singapur se limitó a temblores en los edificios altos. Sin embargo, en 2005, nueve turistas de Singapur fueron declarados muertos y quince desaparecidos.

## Geografía urbana

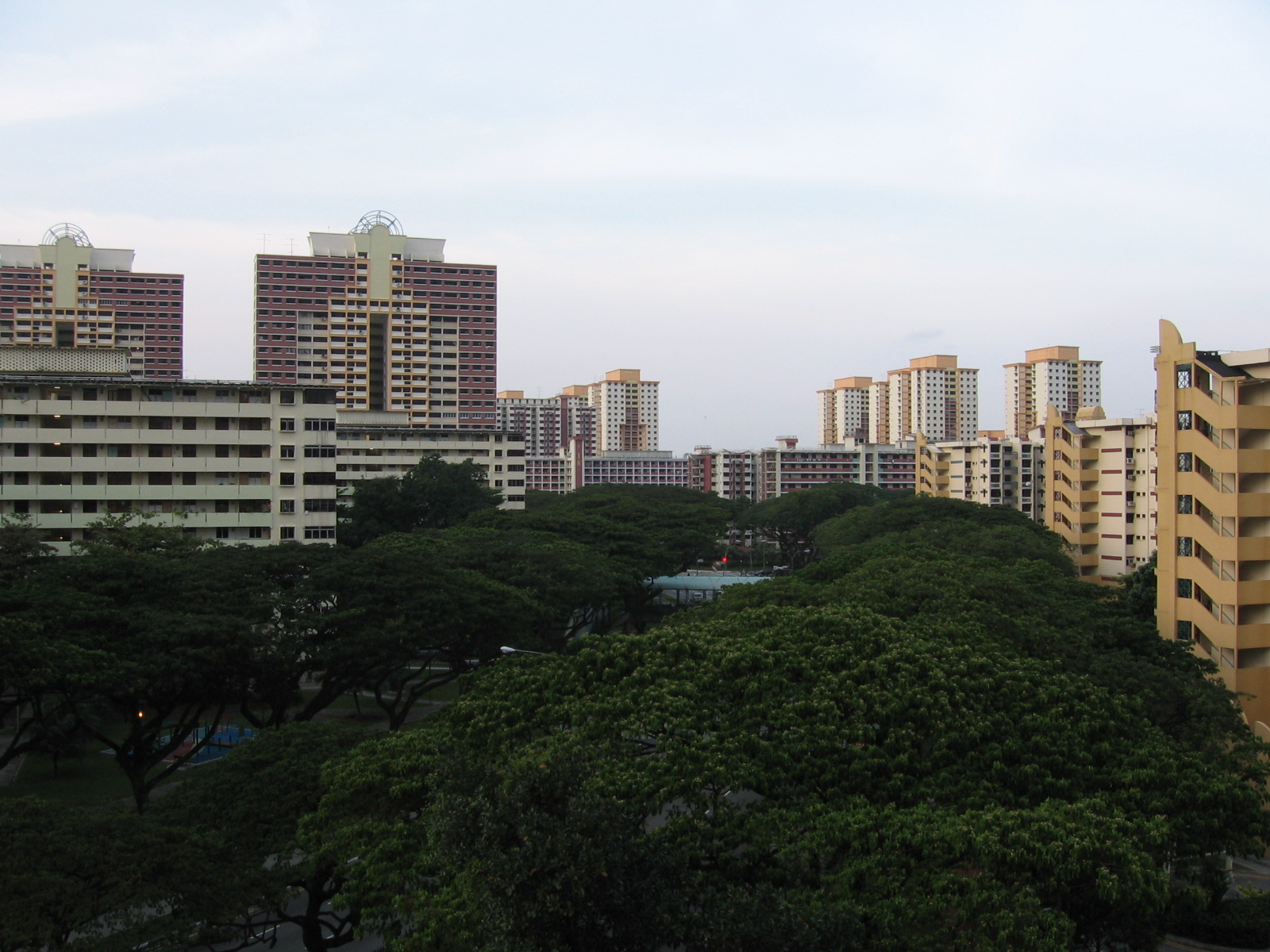
Pequeño parque y edificios.

En los primeros tiempos de la colonización de la isla por los británicos, la ciudad de Singapur se encontraba en la costa sur, alrededor de la desembocadura del río Singapur. Esta región es ahora el centro de la ciudad de Singapur. El resto de la isla estaba compuesto por granjas, los campos de cultivo y bosques. El gobierno construyó mucho en la década de 1960 y en la actualidad la isla está casi completamente urbanizada, con algunas notables excepciones, entre ellas la Reserva natural de Bukit Timah y las tierras ganadas al mar, (pólders), que están a la espera de ver su desarrollo. Sin embargo, la mayoría de los rascacielos y de los desarrollos urbanos se encuentran en la Zona Central , donde están situados los distritos financiero y comercial, cerca del puerto de Singapur.
La Autoridad de desarrollo Urbano es la que se ocupa de la planificación de la isla: se trata de utilizar la tierra de manera más eficiente y al mismo tiempo minimizar la contaminación manteniendo la calidad del transporte, cosa importante debido a su posición como ciudad-estado. 
La industria ligera tiende a concentrarse en los  Parques Industriales y en los edificios en los que casi no se produce contaminación, mientras que la industria pesada se concentra en el distrito de Jurong y en la isla de Jurong.
Hay dos maneras de entrar en el Estado, a través Johor por una calzada (elevada) para los trenes y automóviles, que conduce directamente a Johor Bahru al norte; y por un puente al oeste (Tuas Second Link), que lleva, también, al Estado de Johor. Estas conexiones son una importante unión económica con Malasia.
La calzada con una longitud de 1038 m fue diseñada por Coode, Fitzmaurice, Wilson y Mitchell, de Westminster y construida por Topham, Railton Jones & Co. de Londres. Iniciada en 1909 como un enlace ferroviario con el sistema ferroviario de Johor, a fin de conectarla con Johor Bahru, la sede de las colonias británicas en el sudeste asiático. La construcción comenzó en 1913 y se concluyó una década más tarde.
La carretera ha causado problemas ambientales, incluyendo la acumulación de cieno en el Estrecho de Johor. Esto llevó a diferencias con Malasia: Singapur se niega a reemplazar la calzada por un puente (una sugerencia de los malayos), y Malasia ha propuesto un semi puente, que se uniría en medio del estrecho con la carretera.
como Singapur no tiene lagos ni ríos, la principal fuente de agua potable es la lluvia. Como no es suficiente para satisfacer la demanda de la población, importa la mayoría de Malasia e Indonesia. Para reducir esta dependencia, las autoridades de Singapur han construido embalses para recoger agua de lluvia, así como complejos de purificación de agua. También hay una instalación de desalinización en la costa occidental de Tuas. Con la que se cree que finalmente se estará en condiciones de proporcionar la mitad del agua potable de la isla.

## Estadísticas
Zona de pesca exclusiva: dentro y fuera de las aguas territoriales.
Las aguas territoriales: 3 millas marinas (5,6 km)
Recursos naturales: pescado, puerto de aguas profundas que permite el tráfico marítimo
La explotación de la tierra:
- Tierra cultivable: 2%
- Cultivos permanentes: 6%
- Pastos permanentes: 0%
- Bosques: 5%
- Otros: 87% (est. 1993 )

Tierra de regadío: N/A
Desastres naturales: N/A
Problemas ambientales: la contaminación industrial y urbana, recursos limitados de agua potable, los problemas Gestión de residuos debido a la falta de espacio, humos estacionales debidos a los incendios forestales de Indonesia, la acumulación de cieno en el Estrecho de Johor
Los tratados internacionales sobre el medio ambiente:
- Parte a: biodiversidad, cambio climático, la desertización, especies en peligro de extinción, los residuos, Convención de las Naciones Unidas sobre el Derecho del Mar, Tratado de Prohibición Completa de los Ensayos Nucleares, protección del ozono, la contaminación de los buques de navegación marítima

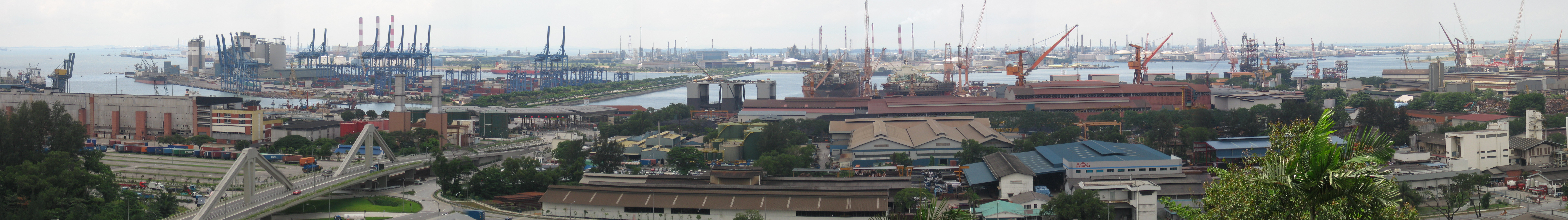
Zona Industrial y portuaria de Jurong al oeste de Singapur.